# Taepyeongso
Le taepyeongso (Hanja : 太平簫 ; hangeul : 태평소 ; lit. « flûte de bambou de la paix », aussi appelé  hojok, hojeok 호적 胡笛, nallari 날라리, ou saenap, 嗩吶) est un instrument à anche double coréen à vent de la famille des chalemies ou des hautbois, probable descendant du zurna perse et proche du suona chinois. Il a un corps conique qui peut être fait de bois de yuja, de daechu (jujubier), ou encore de mûrier, avec une embouchure en métal et un cornet en forme de coupe. Il fut introduit en Corée par les chinois durant la  période Goryeo (918 – 1392). 